# Bischhausen (Neuental)
Bischhausen ist ein Ortsteil der Gemeinde Neuental im nordhessischen Schwalm-Eder-Kreis.

## Geographische Lage
Der Ort liegt etwa eineinhalb Kilometer westlich von Zimmersrode, dem Hauptort der Gemeinde Neuental, am westlichen, linken Ufer der Schwalm. Die Gilsa passiert den nördlichen Ortsrand kurz vor ihrer Mündung in die Schwalm. Zu Bischhausen gehört eine Mitte des 20. Jahrhunderts auf halbem Weg nach Zimmersrode angelegte Siedlung, die etwa 500 Meter vom Ortskern getrennt ist.

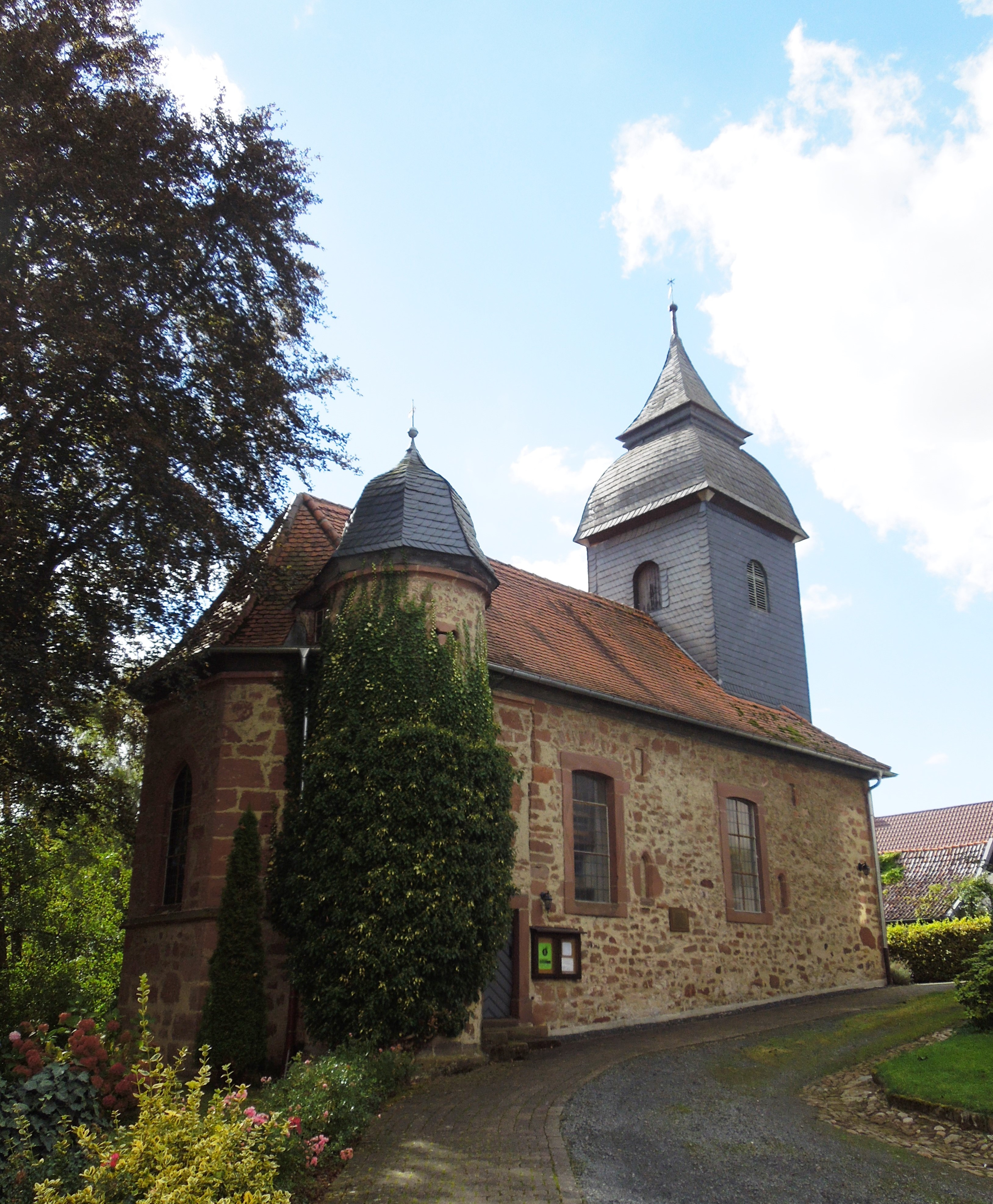
Die Dorfkirche

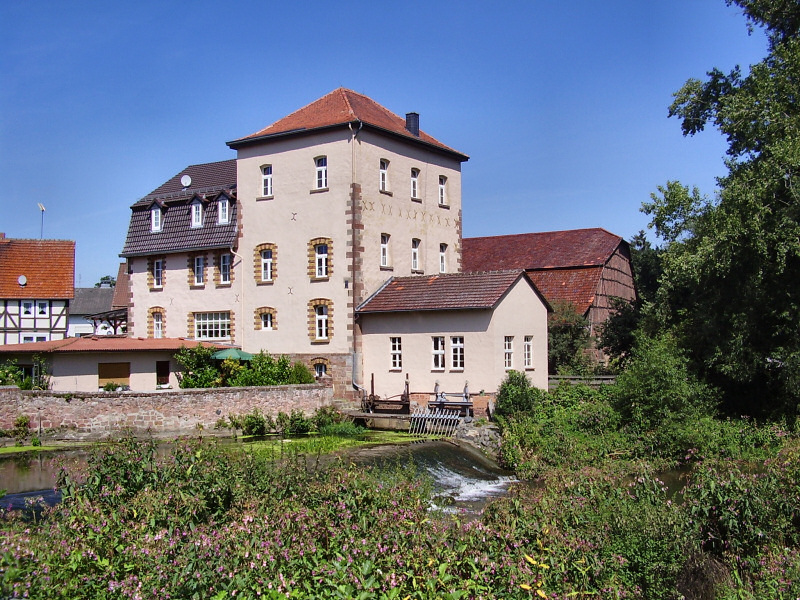
Die Schwalmmühle in Bischhausen, heute Wasserkraftwerk

Im Ort kreuzen sich die Landesstraßen 3074 und 3149. Die Anschlussstelle Neuental der A 49 befindet sich etwa einen Kilometer südlich. Nachbarorte sind neben Zimmersrode im Osten Gilsa im Westen, Waltersbrück im Süden und Niederurff im Norden.

## Geschichte
Die älteste bekannte schriftliche Erwähnung von Bischhausen erfolgte unter dem Namen Bisopeshusen im Jahr 1160 in einer Urkunde des Stifts Herfeld. Der Ort war Wohnsitz von Wernher I. von Bischofshausen, dem Begründer der Adelsfamilie von Löwenstein. Dass es im Dorf einst eine Wasserburg gegeben haben soll, ist nicht unumstritten; der einstige Herrensitz mag sich lediglich innerhalb des früher befestigten Kirchhofs befunden haben.
Im Zuge der Gebietsreform in Hessen wurde die bis dahin selbständige Gemeinde zum 31. Dezember 1971 auf freiwilliger Basis in die neue Gemeinde Neuental eingegliedert. Für den Ortsteil Bischhausen wurde, wie für die übrigen Ortsteile Neuentals, ein Ortsbezirk mit Ortsbeirat und Ortsvorsteher nach der Hessischen Gemeindeordnung eingerichtet.

## Bevölkerung
Einwohnerstruktur 2011
Nach den Erhebungen des Zensus 2011 lebten am Stichtag, dem 9. Mai 2011, in Bischhausen 357 Einwohner. Darunter waren 3 (0,8 %) Ausländer.
Nach dem Lebensalter waren 57 Einwohner unter 18 Jahren, 135 zwischen 18 und 49, 78 zwischen 50 und 64 und 87 Einwohner waren älter. Die Einwohner lebten in 147 Haushalten. Davon waren 30 Singlehaushalte, 42 Paare ohne Kinder und 54 Paare mit Kindern, sowie 18 Alleinerziehende und 3 Wohngemeinschaften. In 30 Haushalten lebten ausschließlich Senioren und in 87 Haushaltungen lebten keine Senioren.
Einwohnerentwicklung
| Quelle: Historisches Ortslexikon |                |
| • um 1570                        | 21 Hausgesesse |
| • 1742:                          | 37 Häuser      |

| Bischhausen: Einwohnerzahlen von 1834 bis 2016 | Bischhausen: Einwohnerzahlen von 1834 bis 2016 | Bischhausen: Einwohnerzahlen von 1834 bis 2016 | Bischhausen: Einwohnerzahlen von 1834 bis 2016 | Bischhausen: Einwohnerzahlen von 1834 bis 2016 |
| --- | ---------------------------------------------- | ---------------------------------------------- | ---------------------------------------------- | ---------------------------------------------- |
| Jahr |                                                |                                                |                                                | Einwohner                                      |
| 1834 | 1834                                           |                                                | 270                                            | 270                                            |
| 1840 | 1840                                           |                                                | 288                                            | 288                                            |
| 1846 | 1846                                           |                                                | 302                                            | 302                                            |
| 1852 | 1852                                           |                                                | 308                                            | 308                                            |
| 1858 | 1858                                           |                                                | 302                                            | 302                                            |
| 1864 | 1864                                           |                                                | 291                                            | 291                                            |
| 1871 | 1871                                           |                                                | 269                                            | 269                                            |
| 1875 | 1875                                           |                                                | 251                                            | 251                                            |
| 1885 | 1885                                           |                                                | 250                                            | 250                                            |
| 1895 | 1895                                           |                                                | 262                                            | 262                                            |
| 1905 | 1905                                           |                                                | 275                                            | 275                                            |
| 1910 | 1910                                           |                                                | 272                                            | 272                                            |
| 1925 | 1925                                           |                                                | 262                                            | 262                                            |
| 1939 | 1939                                           |                                                | 292                                            | 292                                            |
| 1946 | 1946                                           |                                                | 429                                            | 429                                            |
| 1950 | 1950                                           |                                                | 426                                            | 426                                            |
| 1956 | 1956                                           |                                                | 403                                            | 403                                            |
| 1961 | 1961                                           |                                                | 385                                            | 385                                            |
| 1967 | 1967                                           |                                                | 401                                            | 401                                            |
| 1980 | 1980                                           |                                                | ?                                              | ?                                              |
| 1990 | 1990                                           |                                                | ?                                              | ?                                              |
| 2000 | 2000                                           |                                                | ?                                              | ?                                              |
| 2011 | 2011                                           |                                                | 357                                            | 357                                            |
| 2016 | 2016                                           |                                                | 305                                            | 305                                            |
| Datenquelle: Historisches Gemeindeverzeichnis für Hessen: Die Bevölkerung der Gemeinden 1834 bis 1967. Wiesbaden: Hessisches Statistisches Landesamt, 1968. Weitere Quellen: LAGIS; Gemeinde Neuental, Zensus 2011 |                                                |                                                |                                                |                                                |

Historische Religionszugehörigkeit
| Quelle: Historisches Ortslexikon |                                                                   |
| • 1861:                          | 274 evangelisch-reformierte, 10 jüdische Einwohner                |
| • 1885:                          | 242 evangelische (= 96,80 %), 8 jüdische (= 3,20 %) Einwohner     |
| • 1961:                          | 348 evangelische (= 90,39 %), 30 katholische (= 7,79 %) Einwohner |

Historische Erwerbstätigkeit
| • 1961 | Erwerbspersonen: 58 Land- und Forstwirtschaft, 81 Produzierendes Gewerbe, 22 Handel und Verkehr, 16 Dienstleistungen und Sonstiges |

## Politik
Für Bischhausen besteht ein Ortsbezirk (Gebiete der ehemaligen Gemeinde Bischhausen) mit Ortsbeirat und Ortsvorsteher nach der Hessischen Gemeindeordnung. Der Ortsbeirat besteht aus fünf Mitgliedern.
Bei den Kommunalwahlen in Hessen 2021 betrug die Wahlbeteiligung zum Ortsbeirat Bischhausen 67,57 %. Alle Kandidaten gehörten der „Gemeinschaftsliste Bischhausen“ an. Der Ortsbeirat wählte Wolfgang Völker zum Ortsvorsteher.

## Kirche
Die östliche, aus dem Achteck geschlossene Hälfte der Kirche rührt noch aus der spätgotischen Bauzeit des Hauses, jedoch sind konkrete Bauspuren aus dieser Zeit lediglich am Sockel und Dachgesims erkennbar. Die westliche Kirchenhälfte wurde 1742 angebaut. An der nordöstlichen Apsisseite schließt sich ein runder Treppenturm mit glockenförmigen Dach an, die einst gotischen Fenster an der östlichen Seite der Apsis sind modernisiert worden, von dem einstigen Kirchengewölbe an der östlichen Seite ist nichts mehr vorhanden. Spuren der Gotik sind auch im Inneren der Kirche vorhanden, so findet sich an der südwestlichen Apsisseite ein Steinbildwerk im Stil der Frührenaissance mit gotischen Verzierungen. Im Hauptfeld des Steines ist ein Relief mit dem Heiland und einem Ritter in voller Rüstung angeführt, in zu Füßen betet kniend eine Frau mit drei Kindern.

## Schwalmmühle
Am östlichen Ortsende, wo die Straße nach Zimmersrode die Schwalm überquert, ist der Fluss durch ein Wehr aufgestaut, das die ehemalige Schwalmmühle, heute als Wasserkraftwerk genutzt, mit Wasser versorgt.